# 泰山貴和站
泰山貴和站是桃園捷運機場線的一座捷運車站，位於新北市泰山區。可由本站步行約10分鐘轉乘臺北捷運中和新蘆線丹鳳站。

## 歷史
與許多桃園捷運機場線的車站不同，本站非長生國際所主導的中正機場捷運的一站。在BOT破局、中正機場捷運改由中華民國政府自建後，原先被稱為「丹鳳」和「輔仁大學」的兩站隨即遭到取消，並將兩站合併取代原計畫，取名為「丹鳳站」，車站編號A6站:1-7，而後於2008年9月22日定名為「泰山貴和站」:3-26:2-1，於2009年2月4日動工，並於2017年3月2日隨桃園機場捷運的通車完工啟用。

## 車站概要
本站位於新北市泰山區新北大道六段，站名取自所在地里名「泰山區貴和里」（命名時為泰山鄉貴和村），貴和村源自貴子村，由老地名「貴子坑」衍變而來。本站僅有普通車停靠，車站編號為A6。可由本站步行約10分鐘轉乘台北捷運中和新蘆線丹鳳站。

## 車站構造
本站為地上三層之高架車站，站體長約86公尺、寬達22公尺，設有兩座側式月台，並設有半罩式月台門。，月台層與穿堂層間設有四座樓梯、四座電扶梯、兩座電梯，穿堂層與地面層間有一座樓梯、兩座電扶梯、一座電梯與地面的1號出口聯絡。
| 3F | 月台層             | 公共電話                                                            |
| 3F | 側式月台，右側開門 |                                                                     |
| 3F | ①號月台            | ← 機場線普通車 往老街溪方向（體育大學站） ← 機場線直達車 不停靠本站 |
| 3F | ②號月台            | 機場線直達車 不停靠本站→ 機場線普通車 往台北方向（泰山站）→         |
| 3F | 側式月台，右側開門 |                                                                     |
| 2F | 穿堂層             | 電扶梯、電梯及樓梯往月台層                                          |
| 2F | 穿堂層             | 廁所                                                                |
| 2F | 穿堂層             | 驗票閘門、車站詢問處、自動售票機、公共電話                          |
| 2F | 穿堂層             | 電扶梯、電梯及樓梯往出入口                                          |
| 1F | 地面               | 1號出口（位於新北大道六段460號）                                    |

### 車站出口
本站設有1座出入口。
| 出入口                          | 圖片 | 位置         |
| ------------------------------- | ---- | ------------ |
| 出入口1 · 設有電梯 · 設有手扶梯 |      | 新北大道六段 |
| 註： 設有電梯 \| 設有手扶梯     |      |              |

## 利用狀況
| 年   | 桃捷年間 | 桃捷年間 | 桃捷年間 | 桃捷年間 | 日平均 | 日平均 |
| 年   | 上車     | 下車     | 上下車計 | 來源     | 上車   | 上下車 |
| ---- | -------- | -------- | -------- | -------- | ------ | ------ |
| 2017 | 43.6萬   | 43.4萬   | 87萬     | [ a ]    | 1,430  | 2,852  |
| 2018 | 59.4萬   | 58.4萬   | 117.8萬  | [ b ]    | 1,627  | 3,227  |
| 2019 | 73.4萬   | 72.5萬   | 145.9萬  | [ c ]    | 2,011  | 3,997  |
| 2020 | 66萬     | 64萬     | 130萬    | [ d ]    | 1,803  | 3,552  |

## 車站周邊

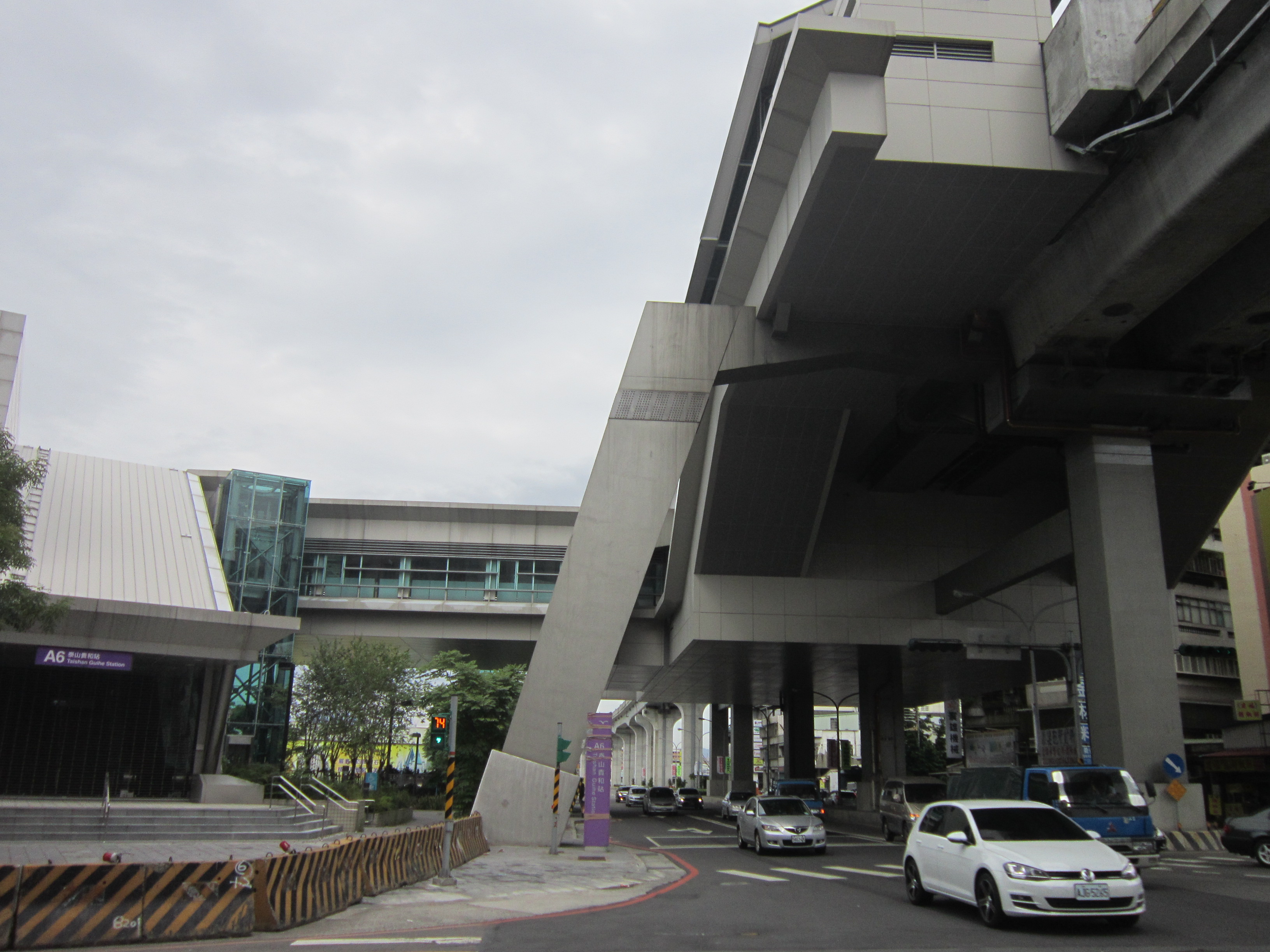
2016年7月尚未啟用的泰山貴和站

- 新北市公共自行車租賃系統 捷運泰山貴和站
- 明志科技大學
- 南亞科技
- 輔仁大學
- 麗京棧酒店
- 台北捷運中和新蘆線捷運丹鳳站

## 公車資訊
泰山貴和站有14條公車客運路線與其連接。
| 編號            | 經營業者     | 區間                         | 備註                                    |
| --------------- | ------------ | ---------------------------- | --------------------------------------- |
| 637             | 三重客運     | 五股－臺北                   | 屬於新北市區公車。                      |
| 638             | 三重客運     | 五股－捷運南京復興站         | 屬於新北市區公車。                      |
| 638副線         | 三重客運     | 五股－捷運輔大站             | 屬於新北市區公車。                      |
| 797             | 指南客運     | 五股－市政府                 | 屬於新北市區公車。                      |
| 801             | 指南客運     | 五股－松山機場               | 屬於新北市區公車。                      |
| 858             | 三重客運     | 樹林 - 林口長庚醫院          | 屬於新北市區公車。                      |
| 880             | 指南客運     | 樹林－淡海                   | 屬於新北市區公車。                      |
| 883             | 指南客運     | 樹林－淡海                   | 屬於新北市區公車。                      |
| 898             | 三重客運     | 迴龍 - 林口長庚醫院          | 屬於新北市區公車。                      |
| 758             | 指南客運     | 五股－麟光                   | 三段票收費。 經信義路。 例假日停駛。    |
| F211 （明志線） | 新北市新巴士 | 泰山公有市場－捷運泰山貴和站 | 直行明志路。 新北市泰山區免費接駁巴士。 |
| 5009            | 桃園客運     | 桃園－捷運泰山貴和站         | 屬於桃園市區公車。                      |
| 603             | 三重客運     | 長庚大學－捷運丹鳳站         | 屬於桃園市區公車。                      |

## 腳注

### 來源資料
1. 1 2  YouTube上的機場捷運核准營運既試營運計畫記者會
2. ↑  李靜.  (380). 台灣: 新台灣新聞週刊. 2003-07-04  [2017-03-20]. （原始内容存档于2017-03-20）.
3. ↑  中興工程顧問股份有限公司. . 2007年6月.
4. ↑  中華民國內政部.  (PDF).   [2017-03-05]. （原始内容存档 (PDF)于2017-03-05）.
5. ↑  交通部高速鐵路工程局. . 2012年4月.
6. ↑  . 交通部高鐵局捷運工程處.   [2008-09-14]. （原始内容存档于2015-07-25）.
7. ↑  . 泰山區公所.   [2019-08-23]. （原始内容存档于2019-09-14） （中文（臺灣））.
8. ↑  交通部高速鐵路工程局. . 交通部高速鐵路工程局.   [2015-03-31]. （原始内容存档于2016-03-04）.
9. ↑  高速鐵路工程局. . 高速鐵路工程局. （原始内容存档于2015-07-25）.
10. ↑  桃園大眾捷運股份有限公司. .   [2017-03-20]. （原始内容存档于2017-03-08）.
11. ↑  交通部高速鐵路工程局捷運工程處. . 交通部高速鐵路工程局捷運工程處.   [2015-03-31]. （原始内容存档于2016-01-18）.
12. ↑  .  (PDF) (报告) 中華民國106年. 新北市政府捷運工程局. 2018-06  [2019-06-08]. （原始内容存档 (PDF)于2019-08-11）.
13. ↑  .  (PDF) (报告) 中華民國107年. 新北市政府捷運工程局: 頁3-13～3-14. 2019-07-04  [2019-07-05]. （原始内容存档 (PDF)于2019-07-06）.
14. ↑  .  (PDF) (报告) 中華民國108年. 新北市政府捷運工程局: 頁44–48. 2020-06-04  [2020-06-06]. （原始内容 (PDF)存档于2020-06-07）.
15. ↑  .  (PDF) (报告) 中華民國109年. 新北市政府捷運工程局: 頁44–49. 2021-05  [2021-05-08]. （原始内容存档 (PDF)于2021-05-08）.

## 外部連結
- 桃園捷運 泰山貴和站 （页面存档备份，存于）（繁體中文）
- 桃園大眾捷運股份有限公司->乘車指南->路網圖（繁體中文）
- 桃園大眾捷運股份有限公司->乘車指南->車站簡介（繁體中文）